# پوبلیک، سن بارتلمی
پوبلیک (به فرانسوی: Public) یک منطقهٔ مسکونی در فرانسه است که در سن بارتلمی در کارائیب واقع شده‌است.